# Repères IREM
 (janvier 2017).
Repères IREM est une revue trimestrielle qui traite de l'enseignement des mathématiques, du primaire à l'université.

## Historique et démarche
Initiée par les IREM (Instituts de Recherche sur l'Enseignement des Mathématiques) en 1990 sous le patronage de l'ADIREM (Assemblée des directeurs d’IREM), elle est chargée entre autres de diffuser les travaux du réseau des IREM. 
Cependant ses auteurs dépassent ce périmètre pour peu que leur propos s'adresse à tous ceux, professeur(e)s du primaire, secondaire, de lycée professionnel, d'université, formateurs(trices) ou étudiant(e)s d'ÉSPÉ qui sont intéressés par l'enseignement des mathématiques.
Les articles peuvent ainsi être des descriptions et analyses de séances, des synthèses de recherches didactiques, des points historiques ou philosophiques, des présentations d'outils et d'instruments... sans faire l'impasse sur quelques vigoureux débats qui agitent l'enseignement : utilisation des TICE, réformes en cours, place de la didactique dans les pratiques pour n'en citer que quelques-uns.

## Description
Chaque numéro comporte une centaine de pages et contient un éditorial, 4 articles (en moyenne) et diverses rubriques dont Parutions avec notes de lecture, Agenda, Points de vue, Vie des IREM, Multimédia. 
Les numéros sont publiés en janvier, avril, juillet et octobre. Chaque année, le numéro de juillet est dédié à un thème spécial : à titre d’exemples, « Stéréotypes de sexe et mathématiques » pour 2016 et « L’enseignement des mathématiques aux cycles 3 et 4 » pour 2017. 
La revue propose ses articles en ligne sur le portail des IREM avec une barrière mobile de 2 années et demie (10 numéros). Les articles publiés sont référencés, avec résumé et mots-clés, par le moteur de recherche Publimath. 
De nombreux auteurs ont largement participé aux réflexions sur l'enseignement des mathématiques comme, entre autres, Guy Brousseau Michèle Artigue, Évelyne Barbin, Rudolf Bkouche, Jean Dhombres, Daniel Perrin ou encore  Ahmed Djebbar et Jean-Pierre Kahane.

## Statut
Depuis juin 2014, elle est référencée comme revue "Interface" en Sciences Humaines et Sociales par l’AERES et maintenant par l'HCERES.  
Le rapport "History of mathematics in mathematics education. Recent developments" réalisé pour le congrès HPM 2016 à Montpellier le cite comme un journal de référence.

## Utilisation
Comme les deux revues portées par l'IREM de Grenoble, Petit x et Grand N, son statut de revue d'interface entre la recherche et les professionnels en fait une source souvent utilisée par les professionnels de l'éducation, au sein des ÉSPÉ, des inspections académiques ou de l'inspection générale. Ses articles sont régulièrement cités par le site ministériel Eduscol,.
Régulièrement, la revue publie des recensions thématiques qui se veulent des aides bibliographiques pour les étudiants, les formateurs d'enseignants et les enseignants eux-mêmes. 
Depuis le numéro 96, un agenda des manifestations liées à l'enseignement des mathématiques est mis à jour à chaque numéro, et disponible en ligne.

## Structure éditoriale

### Comité de lecture
Le comité de lecture est constitué de 12 membres de différents IREM répartis en représentants du collège ou primaire, lycée ou lycée professionnel et enseignement supérieur (dont 1 en poste en ÉSPÉ travaillant sur le primaire et un(e) didacticien(ne)). Il se réunit 4 fois par an pour examiner les propositions d'articles.

### Comité de rédaction
Le comité de rédaction est composé du directeur de publication, d’un représentant de l’Éditeur et du comité de lecture.

### Comité scientifique
Le comité scientifique des IREM tient lieu de comité scientifique de la revue.